# Dharmakirti
Dharmakīrti (metà del VII secolo) è stato un filosofo indiano di logica pramāṇa della scuola buddista di Yogacara.

## Biografia
Nato in India in una famiglia di bramini del Sud, iniziò studiando la filosofia non buddista.  Allievo di Dharmapala, divenne egli stesso rettore dell'Università di Nālandā dove insegnò. Si dichiarò un Mahayana di obbedienza Yogacara (Cittamātra). È stato uno dei teorici dell'atomismo buddista, secondo cui gli unici elementi che hanno un'esistenza momentanea sono atomi e stati di coscienza. Reinterpretò l'opera logica di Dignaga ed è stato molto influente tra i logici indù e buddisti. Dharmakirti presentò la maggior parte delle sue idee sotto forma di commenti alle opere di Dignaga, anche se le sue teorie sono più tradizionali di quelle del suo ispiratore. A differenza di quest'ultimo, che pose l'evidenza come sola conclusione possibile, egli tornò agli elementi di prova dell'autorità delle parole del Buddha. Le sue teorie sono studiate in Tibet, dopo che le sue opere furono tradotte nell'VIII e XI secolo. Esse fanno parte del programma di base degli studi monastici, soprattutto nella scuola Gelugpa.
Il risultato logico delle opinioni di Dharmakirti deriva dal sautràntika, ma egli dichiarò di rappresentare la scuola Yogacara (Cittamātra).

## Opere principali
- Saṃbandhaparikṣāvrtti (Analisi delle relazioni)
- Pramāṇaviniścaya (Affermazioni sulla conoscenza valida)
- Pramāṇavarttikakārika (Commenti sul Compendium sur la connaissance valide di Dignaga)
- Nyāyabinduprakaraṇa (Gocce di ragionamento)
- Hetubindunāmaprakaraṇa (Gocce di ragioni)
- Saṃtānātarasiddhināmaprakaraṇa (Prove della continuità)
- Vādanyāyanāmaprakaraṇa (Ragionamenti per i dibattiti)
- Rupavatara